# 上州屋
株式会社上州屋（じょうしゅうや）は、埼玉県草加市に本社がある日本の釣具、アウトドアスポーツ、レジャー用品の大型小売店である。
また、リョービ株式会社から釣具事業を引き継いでおり、上州屋がリョービから商標使用許諾（いわゆるライセンス契約）を受けて、「RYOBI（リョービ）」ブランドの釣具の製造・販売・アフターサービスを行っている。

## 概要
2021年現在、北は青森県から西は奈良県まで全国約150店舗を展開。
かつては西のポイント、東の上州屋と呼ばれるほどの釣具・アウトドア用品の大型店舗であり、比較的東日本に多く展開されているが、釣りブームであった2000年頃は中国地方や関西地方などの西日本にも多く店舗を展開していた。

## 主な拠点
- 本社
  - 埼玉県草加市栄町一丁目5番6号[1]
- 流通センター
  - 埼玉県草加市旭町一丁目4番33号[1]
- リョービブランド釣具アフターサービス
  - 埼玉県草加市旭町一丁目4番33号[1]

## 沿革
- 1963年4月 北千住に本店創業。現在では三井住友銀行無人ATMが設置してある 東京都足立区千住中居町28-1 に一号店「本店」があった。
- 1996年 株式会社コージツと提携。
- 2000年9月30日 リョービ株式会社から釣具事業を譲受。譲受に際し、上州屋がリョービから商標使用許諾を受けて、「RYOBI（リョービ）」ブランドの釣具の製造・販売・アフターサービスを行っている。
- 上州屋東陽町店（東京）、練馬光が丘店（東京）、戸塚原宿店（神奈川）、横浜南部市場店（神奈川）、アウトドアワールドつきみ野店（神奈川）、新千葉美浜店（千葉）、浜松店（静岡）、豊橋小向店（愛知）の計8店舗にて深夜や早朝のお買い物に便利な「毎日24時間営業」を実施[2]

## 店舗
以下の店舗を運営している。
- 上州屋（JSY）
釣り具専門店。

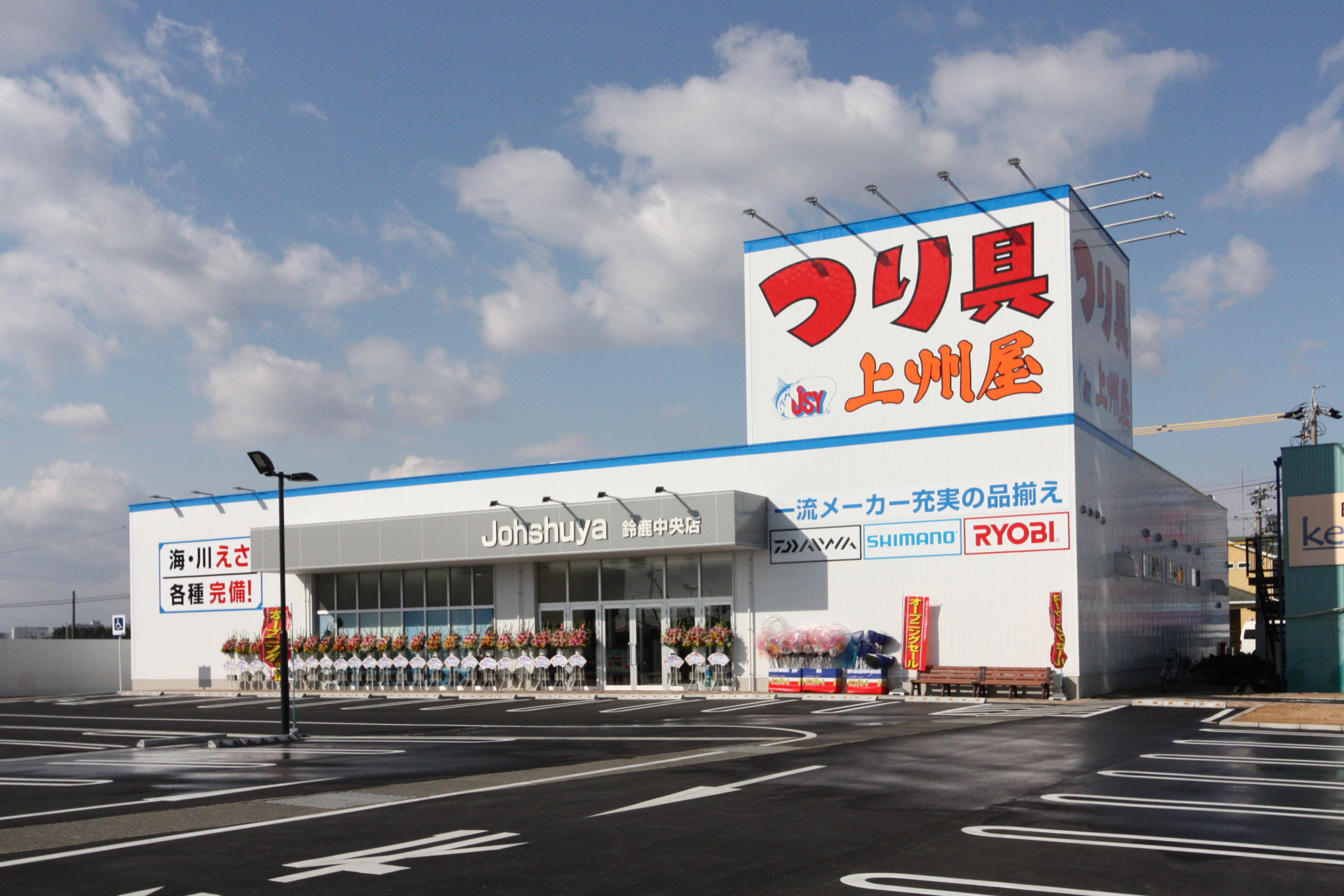
上州屋鈴鹿中央店

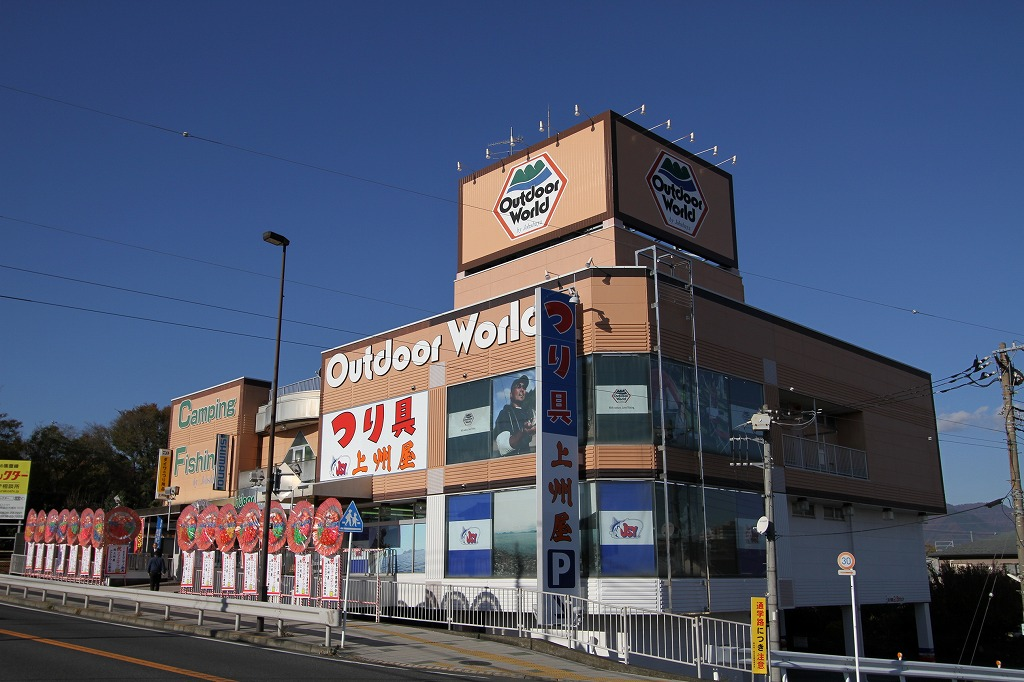
アウトドアワールド厚木店

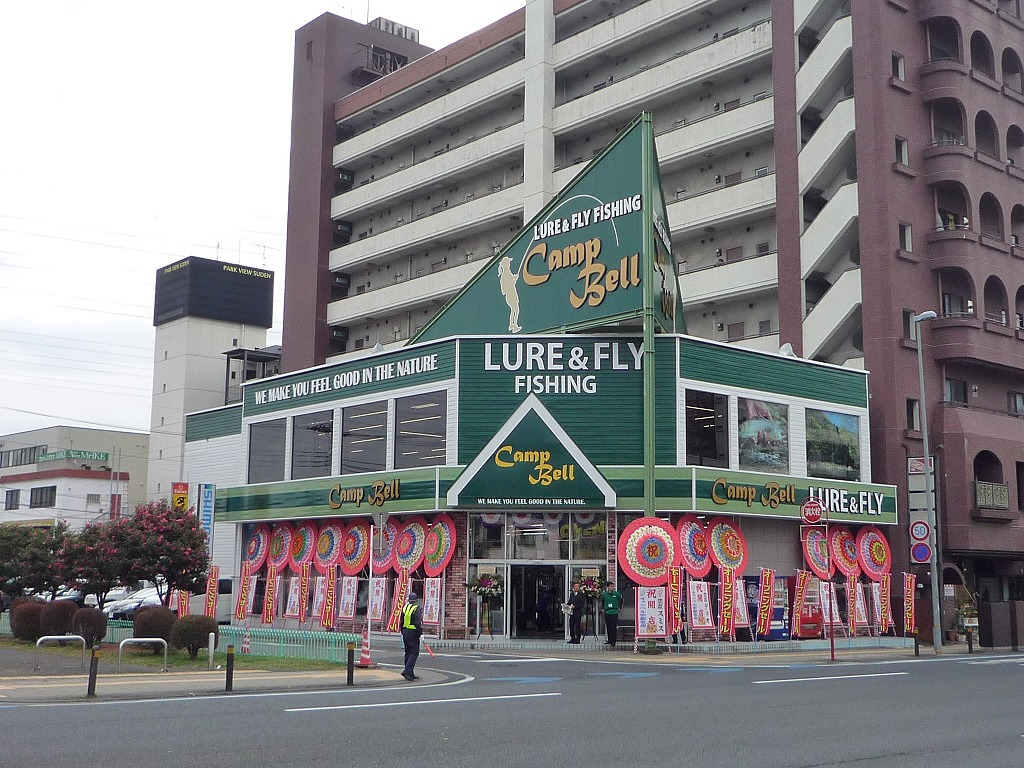
キャンベル宇都宮店

- アウトドアワールド（OUTDOOR WORLD）
釣り具の他に、アウトドア・レジャー用品なども扱う店舗。
- キャンベル（CAMPBELL）
ルアー・フライ専門店。

かつては以下のような店舗も運営していた。
- ポップゾーン
- ワールドハンター
- フィッシュオン
- ハウスオブケン
- 上尾へら鮒館
- マリーナクラブ北浦
- マリンコンパニオン

## 最近の新規出店・移転[4]
- 2010年04月 上州屋木更津店（千葉県木更津市太田）
- 2011年04月 上州屋三鷹東八店（東京都三鷹市新川）
- 2012年04月 上州屋新仙台泉店（宮城県仙台市泉区松森字上河原）【移転新規】
- 2013年09月 上州屋新盛岡店（岩手県盛岡市津志田）【移転新規】
- 2013年11月 上州屋岐阜穂積店（岐阜県瑞穂市穂積）
- 2013年12月 上州屋つくば店（茨城県つくば市松代）【2025年に移転】
- 2014年03月 上州屋鈴鹿中央店（三重県鈴鹿市西條町）【移転新規】
- 2014年06月 上州屋神田駅前店（東京都千代田区鍛冶町）
- 2014年10月 上州屋酒田店（山形県酒田市こあら）【移転新規】
- 2015年08月 上州屋渋谷東口店（東京都渋谷区渋谷）
- 2015年09月 上州屋新福井店（福井県福井市開発）【移転新規】
- 2015年10月 上州屋金沢金石店（石川県金沢市金石本町）
- 2016年06月 上州屋新潟女池店（新潟県新潟市中央区）【移転新規】
- 2017年03月 上州屋新敦賀店（福井県敦賀市木崎）【移転新規】
- 2017年04月 上州屋新太田店（群馬県太田市西矢島町）
- 2017年06月 上州屋新長岡店（新潟県長岡市福山町）【移転新規】
- 2017年07月 上州屋新潟赤道店（新潟県新潟市東区)
- 2017年10月 上州屋新富山空港通り店（富山県富山市）【移転新規】
- 2017年12月 上州屋新西那須野店（栃木県那須塩原市）【移転新規】
- 2018年05月 上州屋新高岡店（富山県高岡市）【移転新規】
- 2018年07月 上州屋東陽町店（東京都江東区）
- 2018年11月 上州屋小松店（石川県小松市）
- 2019年09月 上州屋横浜南部市場店（神奈川県横浜市）
- 2020年04月 上州屋新八戸店（青森県八戸市）【移転新規】
- 2020年12月 上州屋新古川店（宮城県大崎市）【移転新規】
- 2021年07月 上州屋練馬光が丘店（東京都練馬区）【移転統合新規】
- 2021年08月 上州屋新千葉美浜店（千葉県千葉市美浜区）【移転統合新規】
- 2021年  9月 上州屋富山豊田店（富山県富山市）【移転新規】
- 2022年  4月 上州屋一関店（岩手県一関市）【移転新規】
- 2023年  4月 上州屋仙台新港店（宮城県多賀城市）【移転新規】
- 2023年11月 上州屋圏央道厚木インター店（神奈川県厚木市）【新規オープン】
- 2024年  4月 上州屋鴻巣店（埼玉県鴻巣市）【新規オープン】
- 2024年  9月 上州屋いわき泉店（福島県いわき市）【新規オープン】
- 2024年10月 上州屋新沼津店（静岡県沼津市）【移転新規】

## 自社ブランド
スズミエンタープライズ
低価格な商品の製造・販売及びシルスター社製品などの輸入。
ケン・インターナショナル
かつて千夜釣行などTV番組にも出演していた鈴木 健一のプロデュースするブランド。以下の3ブランドに大別できる。
KEN craft
オリジナルの釣竿やリール、ルアー、フライ、用品の販売およびノーマンルアーズ、マッケンジー、ハウスオブハロップ社製品などの海外製品の輸入販売。
KEN
餌釣り用の釣竿や用品の販売。
KEN international
ティファ、ベルズインターナショナルから引き継いだフェニックス、アングラーズチョイス、オールスター、ラッキーストライク社製品および他の海外製品の輸入販売。

リョービック
RYOBIの釣具の製造・販売。

## リョービブランドの釣具について
「RYOBI（リョービ）」ブランドの釣具の製造・販売・アフターサービス（譲受前にリョービ株式会社で取り扱っていたものを含む）は上州屋リョービブランド釣具事業部（リョービック、RYO-BIC）が行っている。なお、「RYOBI（リョービ）」ブランドはリョービ株式会社の登録商標であるが、上州屋は商標使用許諾を受けている。
また、リョービの製品に使用されていた、リールのブレーキ技術であるダイナミックブレーキシステム(KEN Craftのマグナスに搭載)やツインブレーキ(キャスプロメタルライト搭載)、釣り竿の製法であるCRS製法、AP製法、D-HZ製法、カーボンブレーディング製法等は、当時上州屋が輸入販売していた韓国のシルスター社に技術供与され同社の製品（シルスター及びピナクルブランド）に用いられるようになった。
2008年11月には中国の威海利优比国际贸易有限公司(RYOBI INTERNATIONAL)が日本市場以外の地域向け製品の製造販売することで合意した。

## ガイドサービス
マリーナクラブ北浦を設立し、北浦、霞ヶ浦の一部などのエリアでブラックバス釣りのガイドを行っていた。

## バスプロ団体
JBCC(Japan Bass Culture Club)というバスプロ団体を設立しており、プロのみのプロ・セクションと一般も参加できるゼネラル・セクションが開催されている。
2010年、JBCCが閉会、BFCと名前を改め、新たに発足された。

## テレビ番組
以下の番組の筆頭スポンサーを行っていた。
- 千夜釣行 - テレビ東京系列
- 世界釣物語 - テレビ朝日系列